# Lindbergia pellicula
Lindbergia pellicula är en bladmossart som beskrevs av William Russell Buck och Schiavone 1997. Lindbergia pellicula ingår i släktet Lindbergia och familjen Leskeaceae. Inga underarter finns listade i Catalogue of Life.